# Analía Gadé
María Esther Gorostiza Rodríguez (Córdoba, Argentina; 28 de octubre de 1931 - Madrid, España; 18 de mayo del 2019), más conocida por su nombre artístico Analía Gadé, fue una actriz de nacionalidad española y argentina que residió en España los últimos 63 años de su vida.

## Biografía
De padre español, originario del País Vasco, y madre argentina, en 1948, Analía ganó un concurso de belleza que organizaba el programa Radiolandia, cuyo premio era una aparición en la película La serpiente de cascabel. Tan solo dos años después debutaba en el teatro.
Forma entonces compañía propia con su marido (desde 1949) Juan Carlos Thorry (Torrontegui), de quien acaba divorciándose. Simpatizante del peronismo, será perseguida durante el régimen de Pedro Eugenio Aramburu, por lo que debe marchar al exilio, llega a España en 1956 y comienza a trabajar en cine y teatro, al tiempo que se une sentimentalmente al actor y director Fernando Fernán Gómez.
Durante esa etapa compagina sus apariciones en películas rodadas por Fernán Gómez, siendo La vida por delante la más conocida, con comedias románticas como Las muchachas de azul (1957), de Pedro Lazaga o Una muchachita de Valladolid (1958), de Luis César Amadori. En 1961 participa en Madame Sans-Gene de Christian-Jaque, donde se codea con Sophia Loren.
En esa época se estrena también como presentadora de televisión en el magazine de TVE Analía Gadé nos cuenta (1961-1962).
A partir de los años 1970 opta por películas de registro dramático para, finalmente, centrar su carrera en el teatro, con incursiones en televisión: La señora García se confiesa (1976), con Adolfo Marsillach; Compuesta y sin novio (1994), con Lina Morgan, y Carmen y familia (1996), con Beatriz Carvajal.
En 1979 regresó a Argentina para conducir un programa de televisión llamado "En casa de Analía".
Fue hermana menor de Carlos Gorostiza (1920-2016), dramaturgo, novelista y cineasta argentino, y secretario de Cultura durante el mandato de Raúl Alfonsín.
Fallece en la ciudad de Madrid (España) el 18 de mayo de 2019 víctima de un cáncer que venía padeciendo desde hacía tres años.

## Premios
Medallas del Círculo de Escritores Cinematográficos
| Año  | Categoría                         | Película            | Resultado |
| ---- | --------------------------------- | ------------------- | --------- |
| 1958 | Premio especial de interpretación | Conjunto de su obra | Ganadora  |
| 1972 | Mejor actriz                      | Labor de conjunto   | Ganadora  |

- Por su carrera cinematográfica en 2004 la Asociación de Cronistas Cinematográficos de la Argentina le entregó el Premio Cóndor de Plata a la trayectoria.[6]

## Filmografía (selección)
- La serpiente de cascabel (1948)
- Por ellos... todo (1948)
- Vidalita (1949)
- Cita en las estrellas (1949)
- Especialista en señoras (1951)
- Cuidado con las mujeres (1951)
- Concierto de bastón (1951).... Caty
- Sala de guardia (1952)
- Vuelva el primero (1952).... Dorita
- ¡Qué noche de casamiento! (1953)
- Suegra último modelo (1953)
- Somos todos inquilinos (1954).... Alicia
- Los hermanos corsos (1955)
- Ayer fue primavera (1955).... Silvia
- Don Fulgencio (El hombre que no tuvo infancia) (1950)
- El morocho del Abasto (La vida de Carlos Gardel) (1950)
- Nacha Regules (1956)
- Viaje de novios (1956)
- Las muchachas de azul (1957)
- Una muchachita de Valladolid (1958)
- Ana dice sí (1958)
- La vida por delante (1958)
- La vida alrededor (1959)
- La mentira tiene cabellos rojos (1960)
- La fiel infantería (1960)
- Sólo para hombres (1960)
- Madame Sans-Gene (1961)
- Tú y yo somos tres (1962)
- Mayores con reparos (1966)
- Las locas del conventillo (María y la otra) (1966)
- La mujer de otro (1967)
- La vil seducción (1968)
- Coqueluche (1970)
- Black story (La historia negra de Peter P. Peter) (1971)
- El ojo del huracán (1971)
- La revolución matrimonial (1974)
- El mejor alcalde, el rey (1974)
- Tu dios y mi infierno (1975)
- Las largas vacaciones del 36 (1976)
- Las marginadas (1977)
- Cartas de amor de una monja (1978)
- Fragmentos de interior (1984)
- La rosa azul (2001)

## Teatro (selección)
- Las brujas de Salem (1956).
- La viudita naviera (1960).
- La vil seducción (1967).
- La pereza (1968).
- La libélula (1976).
- Emily (1983), monólogo, con dirección de Miguel Narros.
- El monumento (1983).
- Las mujeres sabias (1984), de Molière, con Amparo Baró y Gracita Morales.
- Revistas del corazón (1985), de Juan José Alonso Millán.
- Damas, señoras, mujeres (1987).
- Con la mosca en la oreja (1988).
- Cuéntalo tú, que tienes más gracia (1989).
- Anda mi madre (1990).
- Cartas de amor (1992)
- Sólo para parejas (1993).
- Pobres angelitas (1994).
- Cartas de amor (1997).
- Dulce pájaro de juventud (2001).